# Il cerchio di gesso del Caucaso
Il cerchio di gesso del Caucaso è un'opera teatrale di Bertolt Brecht.

## Trama
Questa di Brecht è una rielaborazione di un'antica leggenda orientale, che l'autore riprende e ambienta nel Caucaso.
Nel regno scoppia una rivolta, il re viene ucciso, e la regina, madre di un neonato, non esita ad abbandonare il piccolo preferendogli il suo prezioso guardaroba e i suoi preziosi accessori.
A salvare il principino è la balia Groucha, che sfidando numerosi pericoli, lo porta in salvo e lo alleva come se fosse suo figlio in una piccola casa di campagna.
Anni dopo, quando la situazione politica è ormai stabile ed è possibile tornare al potere, la regina torna con l'intenzione di riprendersi il bambino, poiché egli è il legittimo erede al trono e senza di lui non potrà riappropriarsi dei propri privilegi.
La balia si oppone, reclamando il bambino come proprio in quanto l'ha cresciuto donandogli amore.
Credendo di avere la vittoria in pugno, la regina si appella a un giudice, famoso nel territorio per la sua corruzione e la sua chiara tendenza a dare giudizi in favore di chi ha più moneta contante. La faccenda sembra ormai destinata a risolversi male, ma il giorno del processo, al posto del giudice, vi è un sostituto, un altro giudice di nome Azdak, incapace e ubriacone, che puntualmente si presenta in aula ubriaco.
Nessuno può stabilire chi sia con certezza la vera madre, poiché entrambe reclamano il bambino come proprio. Per verificarlo, egli fa tracciare un cerchio di gesso a terra, nel cui centro viene posto il bambino. Le madri devono tirarlo verso di loro contemporaneamente, e sarà stabilito che chi riuscirà a stringere il piccolo a sé sia la vera madre.
Le donne si mettono in posizione, ma al via del giudice la balia non si muove, e la regina stringe a sé il bambino. Credendo che forse la donna non abbia sentito, il giudice fa ripetere la prova, ma di nuovo la donna non si muove.
La regina ha già la vittoria in mano, ma con il suo verdetto il giudice stupisce:
la vera madre è la balia, poiché ha preferito lasciare il bambino piuttosto che fargli del male coinvolgendolo in quella specie di tiro alla fune, e per questo ella ha diritto a continuare a crescerlo.

## Personaggi principali
Groucha: La serva, o balia.
Simon: Il soldato fidanzato di Groucha.
Azdak: Il giudice.

## La storia della bambola abbandonata
Dal dramma Il cerchio di gesso del Caucaso, nel 1976 Giorgio Strehler mise in scena, alla Piccola Scala di Milano, lo spettacolo La storia della bambola abbandonata, unendo il testo di Brecht e La bambola abbandonata di Alfonso Sastre, una favola del 1962, a sua volta ispirata al dramma di Brecht.